# 보현산천문대
보현산 천문대는 경상북도 영천시 화북면에 있는 보현산 정상에 건설된 천문대이다. 한국천문연구원 산하의 천문학 연구 기관으로서, 한국에서 가장 큰 1.8m 반사 망원경 및 태양 플레어 망원경 등 다수의 천체 관측 시설을 보유하고 있다.

## 역사
1970년대에 건설된 소백산천문대에서 지름 61cm 망원경에 의존하여 관측 천문학 연구를 수행해오던 한국 천문학계는 대형 관측 장비의 필요성을 절실히 느끼던 바, 1985년부터 보현산천문대의 건설을 추진하기 시작했다. 이러한 노력은 1992년 보현산의 도로 건설을 시작으로, 마침내 1996년 4월에 보현산천문대를 준공함으로써 결실을 보게 되었다. 보현산천문대는 1.8m 반사망원경 및 천문 연구용 측광, 분광 관측장비를 개발하여 천체 관측연구를 수행하고 있다. 2014년 현재 '4k CCD 카메라'와 '적외선 이미징 카메라(KASINICS)', '고분해능 에셀분광기(BOES)' 등을 보유하고 있으며, 주간에는 태양 플레어 망원경으로 태양 관측도 수행하고 있다.

## 관측장비
- [망원경] 1.8m 리치-크레티앙 방식 반사망원경, 프랑스제
- [가시광 측광 관측기기] 4k CCD 카메라
- [가시광 분광 관측기기] BOES(Bohyunsan Optical Echelle Spectrograph)
- [적외선 측광 관측기기] KASINICS (KASI Near-Infrared Camera System)
- [망원경] 태양 플레어 망원경

## 연구활동
보현산천문대의 1.8m 망원경은 국내에 설치된 가장 큰 망원경이긴 하지만, 국제적인 추세에서 보면 중형급 망원경에 해당한다. 따라서 대단히 많은 노출을 필요로 하는 희미한 천체들의 경우 연구에 필요한 좋은 자료를 얻기가 힘들다. 또한 한반도의 날씨 여건상 천문 관측 연구가 가능한 날씨가 많지 않다. 따라서 아주 좋은 날씨를 필요로 하는 측광 관측보다는, 날씨의 영향을 상대적으로 덜 받는 분광 관측에 보다 많은 시간을 할당하고 있다.

## 연구실적
보현산천문대는 거대질량 블랙홀(super-massive black hole)이 별을 삼키는 장면을 KASINICS를 이용하여 포착하였다. 2011년 3월 28일 38억 광년 떨어진 곳에 있는 평범한 은하의 중심부가 갑자기 밝아지는 현상이 발견된 이후 Swift J1644+57로 명명된 이 천체의 밝기가 시시각각 변하는 모양을 국제공동관측으로 분석하였다. 연구를 통해 이 현상은 그 은하 중심부에 위치한 거대질량 블랙홀의 강한 중력에 의해 산산조각난 별의 잔해가 블랙홀로 떨어질 때 블랙홀에서 강한 광선다발이 특정방향으로 뿜어져 나오고 있는 것임을 밝혀냈다. 이 연구결과는 2011년 8월 25일자 네이처지에 발표되었다.

## 천문학자 관측신청
보현산천문대의 관측 시설은 천문학자들의 전문적인 천체 관측 연구에 이용되고 있다. 매년 2회에 걸쳐서 미리 천문학자들로부터 관측 시설 사용 신청을 받으며, 접수된 신청들은 한국천문연구원의 내/외부 인사로 구성된 '관측시간 배정위원회(TAC)'의 심의를 거쳐서, 선택된 연구과제에 한해 관측시설을 사용할 수 있게 해준다.

## 일반인 관람/견학
천문학자가 아닌 일반인들을 위해 보현산 정상에 전시관을 운영하고 있으며, 동절기를 제외한 기간에 매달 한 번씩 일반인을 위한 주간공개행사를 개최한다. 천체 관측연구에 지장을 주지 않기 위해, 해가 진 이후 야간에는 보현산 천문대로의 차량 출입이 엄격히 통제되므로, 관람/방문객들은 반드시 일몰 이전에 산을 내려가야 한다.

## 1만원권 지폐 속
2007년에 발행된 10000원 지폐 뒷면에는 우리나라의 과학기술을 대표하는 과거와 현대의 각종 연구장비들이 들어 있다. 그 속에 국보급 유물들과 함께 보현산천문대 1.8m 망원경이 대한민국의 현대과학을 상징하며 자리하고 있다.